# Carl Hester
Carl Hester, född 29 juni 1967, är en dressyrryttare från Storbritannien. Han vann en guldmedalj i olympiska sommarspelen 2012, i lagtävlingen i dressyr.
Vid OS 2016 tog han silver i lagtävlingen i dressyr. Vid OS 2020 tog han brons i lagtävlingen i dressyr. Vid OS 2024 tog han brons i lagtävlingen i dressyr.